# Opel Calibra Bertone Slalom
La Opel Calibra Bertone Slalom è una concept car studiata dalla carrozzeria Bertone nel 1996. È l'ultima creazione di Nuccio Bertone.

## Il contesto
Presentata al Salone dell'automobile di Ginevra del 1996, ottenendo favorevoli reazioni del pubblico e delle riviste specializzate, si configura come una familiare a tre porte dalle soluzioni particolarmente innovative, sia sotto il profilo estetico, sia sotto quello ergonomico.
La concept car è realizzato su base "Calibra 2.0 16V Turbo 4x4", la vettura può contare su una sperimentata trazione integrale e sul potente propulsore tipo "C20LET" che eroga una potenza di 204 CV (150 kW) ed una coppia motrice di 280 N m, consentendo alla vettura di accelerare da 0 a 100 km/h in soli 6,8 secondi e di raggiungere i 245 km/h di velocità massima.
Nonostante le caratteristiche sportive, il considerevole passo di 2.600 mm, ha permesso alla Bertone di ricavare un abitacolo particolarmente ampio e ben distribuito, anche dotato di ampio bagagliaio, facilmente accessibile dal portellone posteriore.
Curati gli interni in pelle grigia che fanno da contraltare cromatico al vistoso tono della carrozzeria di giallo-arancio, un colore che Nuccio Bertone ha scelto in omaggio della sua marca di champagne preferita.
La Slalom non ha avuto seguito produttivo.